# 깜짝 비디오쇼
깜짝 비디오쇼는 1993년 4월 29일부터 1994년 4월 14일까지 SBS에서 방영된 예능프로그램이며 준비가 되지 않은 내용과 산만한 구성-진행을 보여준 데다 건전내용은 구색으로 끼워넣었다는 지적을 사 1994년 봄 개편으로 막을 내렸다.

## 출연자
- 최양락
- 이봉원

## 결방
- 1993년 8월 12일 - 뉴스 특보 편성
- 1993년 10월 21일 - 5시 55분부터 한국시리즈 3차전 <삼성 VS 해태> 중계 편성
- 1994년 2월 10일 - 설 특집 드라마 <모래내에서 생긴 일> 2부 편성[2]

## 참조
1. ↑  연합 (1993년 10월 12일). “평일 저녁 TV방송 연예.오락 일색”. 연합뉴스. 2022년 2월 5일에 확인함.
2. ↑  “★드라마「모래내에서 생긴일」(2) (SBS·오후7:00)”. 경향신문. 1994년 2월 9일. 2022년 2월 5일에 확인함.